# Stazione di Ruderbach
La stazione di Ruderbach (in tedesco Bahnhof Ruderbach) è una stazione ferroviaria nell'omonima località del comune svizzero di Sankt Margrethen sulla linea Rheineck-Walzenhausen.

## Storia

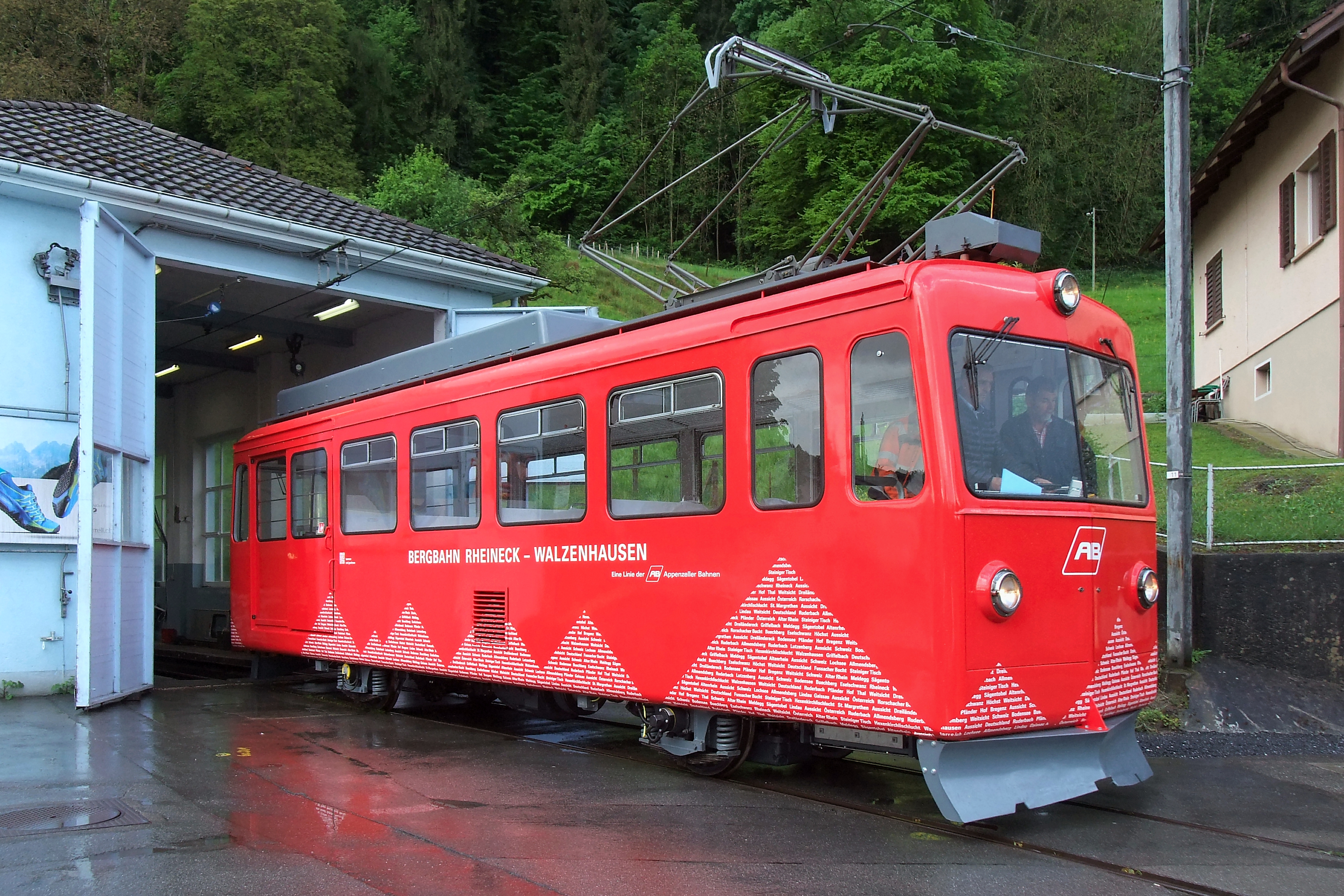
L'elettromotrice BDeh 1/2 1, utilizzata dal 1958 sulla linea, esce dal deposito-officina di Ruderbach dopo una revisione generale (2014).

La stazione fu attivata il 27 giugno 1896, come capolinea inferiore della funicolare con contrappeso ad acqua tra Walzenhausen e Ruderbach. Nel 1909 fu connessa alla stazione di Rheineck da una breve linea tranviaria a scartamento normale. Nel 1958, la conversione della funicolare e l'integrazione alla tranvia di collegamento diedero vita all'attuale ferrovia ad aderenza e a cremagliera con alimentazione a corrente continua a 600 volt tramite linea aerea, di cui Ruderbach è una fermata intermedia.

## Strutture e impianti
La stazione, sede dell'unico deviatoio della breve ferrovia Rheineck-Walzenhausen, dispone di 2 binari, uno dotato di marciapiede per il servizio passeggeri ed uno che fa da raccordo per il piccolo deposito-officina della linea.

## Movimento
La stazione è servita da treni sulla relazione S26 della rete celere di San Gallo con cadenza oraria (semioraria alle ore di punta) tra Rheineck e Walzenhausen. I treni fermano solo su richiesta a Ruderbach.